# Casa spiritelor (film din 2018)
Casa spiritelor (Winchester) este un film de groază supranatural american și australian din 2018. Este regizat de Michael și Peter Spierig, după un scenariu scris de regizori împreună cu Tom Vaughan; în rolurile principale joacă actorii Helen Mirren ca Sarah Winchester, Jason Clarke și Sarah Snook. Prezintă vânătoarea de spirite a lui Sarah  Winchester în conacul din San Jose din 1906.

## Distribuție
- Helen Mirren ca Sarah Winchester
- Jason Clarke ca Eric Price
- Sarah Snook ca Marian Marriott
- Finn Scicluna-O'Prey ca Henry Marriott
- Angus Sampson ca John Hansen
- Laura Brent ca Ruby Price
- Tyler Coppin ca Arthur Gates
- Eamon Farren ca Benjamin Block
- Bruce Spence ca Augustine

## Legături externe
- Site web oficial
- Winchester la Internet Movie Database
- Winchester la Allmovie
- Casa spiritelor (film din 2018) la Metacritic
- Casa spiritelor la Box Office Mojo
- Casa spiritelor (film din 2018) la Rotten Tomatoes
- Winchester la TCM Movie Database

## Vezi și
- Listă de filme de groază din 2018
- Listă de filme americane din 2018